# LIVESOS
LIVESOS es el primer álbum en directo de la banda pop rock australiana 5 Seconds of Summer, publicado el 15 de diciembre de 2014. Consiste en 14 canciones en vivo de su álbum debut 5 Seconds of Summer y de los EP: She Looks So Perfect, Don't Stop y Amnesia, incluye además una mezcla de estudio de «What I Like About You». Para promocionarlo, este último fue lanzado como sencillo del álbum.

## Antecedentes
El 22 de noviembre, la banda anunció a través de distintas redes sociales, y más tarde, por medio de su página web que lanzarían un álbum en directo, incluyendo canciones de su álbum debut 5 Seconds of Summer y de sus EPs. Este es su primer álbum en directo, siguiendo al álbum debut, el segundo publicado por la banda. Ellos dijeron: 

«Tocar en vivo ha sido algo de lo que hemos sido muy apasionados desde el comienzo. Todo lo que queremos es que nuestras fanáticas vengan a los shows, y tengan uno de los mejores momentos que hayan experimentado. También, cuando un lugar está lleno de ustedes, de distintas partes, pueden dejarse llevar cuando vienen a los conciertos y sentirse libres para ser ustedes mismos.

Nuestro álbum 'LIVESOS' ya está disponible para pre-ordenar en iTunes o en nuestra página web en Estados Unidos, Canadá y México. Todos los demás podrán hacerlo este domingo 23 de noviembre. Tiene 15 canciones grabadas en diferentes lugares alrededor del mundo!.

De todos modos, así somos en vivo... Son los mejores!».

## Grabación y composición
Todas las canciones de este álbum fueron grabadas en el House Of Blues de Los Ángeles , Estados Unidos el 10 de septiembre de 2014.

## Promoción

### Interpretaciones en directo

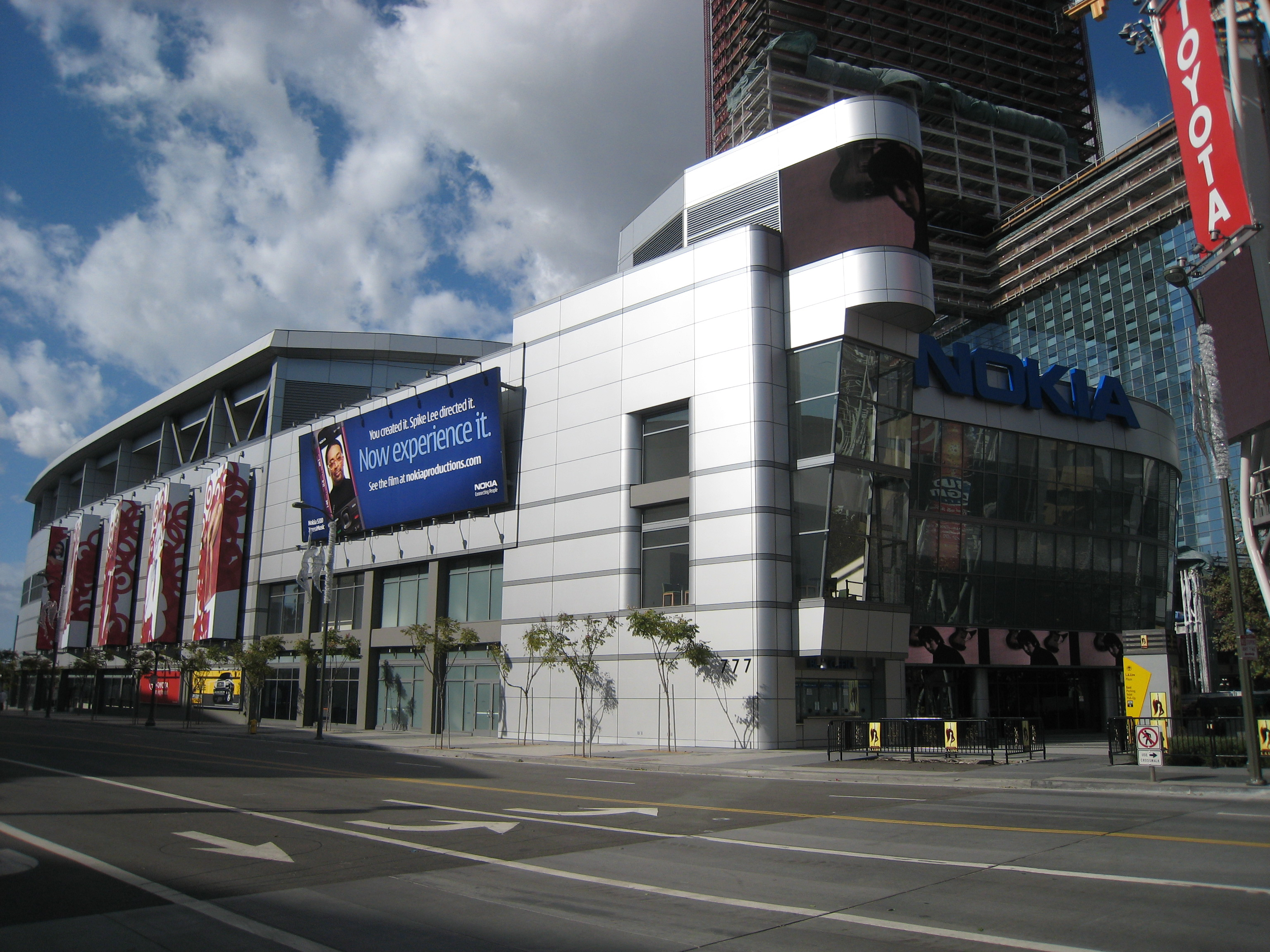
Nokia Theatre, lugar donde se presentó 5 Seconds of Summer durante los American Music Awards 2014

El 24 de octubre de 2014 anunciaron que se presentarían en los American Music Awards a celebrarse el 23 de noviembre en el Nokia Theatre publicando en su página web: «Estamos emocionados de anunciar que vamos a presentarnos en los American Music Awards el 23 de noviembre! También estamos nominados en la categoría New Artist, pueden votar por nosotros a partir de noviembre si creen que estamos bien».
El 21 de noviembre, dos días antes de los AMAs, Michael Clifford le dijo a MTV News: «Vamos a tocar una canción llamada 'What I Like About You'. Ha sido una canción favorita de las fanáticas y terminamos nuestro concierto con ella. Es un cover de The Romantics, y es tan divertido, es probablemente la más divertida».
En la celebración, el 23 de noviembre, además de cantar «What I Like About You» en vivo también ganaron en la categoría New Artist of the Year, un día después se pronunciaron al respecto publicando:

No puedo creer que ustedes nos hayan ganado un American Music Award por Nuevo Artista del Año... Muy loco, ni siquiera puedo entender como nos sentimos, muchas gracias... Tocar What I Like About You fue divertido, pueden preordenarlo ahora con nuestro álbum en vivo LIVESOS si les gusta!».

## Lista de canciones
- Edición estándar[9]

| N.º   | Título                               | Escritor(es)                                                                      | Duración |  |
| 1.    | «18»                                 | Luke Hemmings Michael Clifford Richard Stannard Seton Daunt Ash Howes Roy Stride  | 5:57     |  |
| 2.    | «Out of My Limit»                    | Calum Hood Luke Hemmings                                                          | 3:25     |  |
| 3.    | «Disconnected»                       | Luke Hemmings Calum Hood John Feldmann Alex Gaskarth                              | 3:45     |  |
| 4.    | «Amnesia»                            | Benjamin Madden Joel Madden Louis Biancaniello Michael Biancaniello Sam Watters   | 4:16     |  |
| 5.    | «Beside You»                         | Calum Hood Luke Hemmings Christian Lo Russo Joel Chapman                          | 3:58     |  |
| 6.    | «Everything I Didn't Say»            | Ashton Irwin Calum Hood John Feldmann Nicholas "RAS" Furlong                      | 3:57     |  |
| 7.    | «Long Way Home»                      | Ashton Irwin Michael Clifford John Feldmann Alex Gaskarth                         | 4:26     |  |
| 8.    | «Heartache On the Big Screen»        | Ashton Irwin Michael Clifford Luke Hemmings Calum Hood Dan Lancaster Mike Duce    | 4:02     |  |
| 9.    | «American Idiot (cover)»             | Billie Joe Armstrong                                                              | 3:20     |  |
| 10.   | «Teenage Dream (cover)»              | Katy Perry Lukasz Gottwald Max Martin Benjamin Levin Bonnie McKee                 | 4:12     |  |
| 11.   | «Good Girls»                         | Ashton Irwin Michael Clifford Rick Parkhouse George Tizzard Stride Josh Wilkinson | 2:55     |  |
| 12.   | «What I Like About You»              | Walter Palamarchuk Michael Skill James Marinos                                    | 3:55     |  |
| 13.   | «End Up Here»                        | Ashton Irwin Michael Clifford John Feldmann Alex Gaskarth                         | 3:04     |  |
| 14.   | «She Looks So Perfect»               | Ashton Irwin Michael Clifford Dan Lancaster Jake Sinclair                         | 4:26     |  |
| 15.   | «What I Like About You (Studio Mix)» | Walter Palamarchuk Michael Skill James Marinos                                    | 2:31     |  |
| 58:20 |                                      |                                                                                   |          |  |

| Versión física |                             |              |          |  |
| N.º            | Título                      | Escritor(es) | Duración |  |
| 1.             | «Pizza (canción escondida)» |              |          |  |

| iTunes (bonus track) |                   |                                                      |          |  |
| N.º                  | Título            | Escritor(es)                                         | Duración |  |
| 1.                   | «Kiss Me Kiss Me» | Calum Hood Luke Hemmings John Feldmann Alex Gaskarth | 3:31     |  |

| Target exclusive (bonus track) |              |                                              |          |  |
| N.º                            | Título       | Escritor(es)                                 | Duración |  |
| 1.                             | «Don't Stop» | Calum Hood Luke Hemmings Steve Robson Busbee | 2:50     |  |

| Versión japonesa (bonus tracks) |                               |                                                      |          |  |
| N.º                             | Título                        | Escritor(es)                                         | Duración |  |
| 16.                             | «Don't Stop»                  | Calum Hood Luke Hemmings Steve Robson Busbee         | 2:50     |  |
| 17.                             | «Kiss Me Kiss Me»             | Calum Hood Luke Hemmings John Feldmann Alex Gaskarth | 3:31     |  |
| 18.                             | «American Idiot (Studio Mix)» | Billie Joe Armstrong                                 | 3:20     |  |

## Posicionamiento en listas

### Semanales
| País              | Lista                     | Mejor posición |
| ----------------- | ------------------------- | -------------- |
| Australia         | Australian Albums Charts  | 7              |
| Bélgica (Flandes) | Ultratop 200 Albums       | 41             |
| Bélgica (Valonia) | Ultratop 200 Albums       | 128            |
| España            | Spanish Albums Chart      | 33             |
| Estados Unidos    | Billboard 200             | 13             |
| Estados Unidos    | Digital Albums            | 6              |
| Francia           | French Albums Chart       | 135            |
| Holanda           | Dutch Albums Top 100      | 26             |
| Irlanda           | Irish Albums Chart        | 20             |
| Japón             | Japanese Albums           | 243            |
| Noruega           | Norwegian Albums Chart    | 32             |
| Nueva Zelanda     | New Zealand Albums Charts | 23             |
| Portugal          | Portuguese Albums Chart   | 30             |
| Reino Unido       | UK Albums Charts          | 31             |
| Suiza             | Swiss Albums Chart        | 65             |

### Certificaciones
| Territorio | Organismo certificador | Certificación | Ventas certificadas | Simbolización | Ref.   |
| ---------- | ---------------------- | ------------- | ------------------- | ------------- | ------ |
| Brasil     | ABPD                   | Platino       | 40 000              | ▲             | [ 28 ] |

## Historial de lanzamiento
El álbum fue lanzado el 12 de diciembre de 2014 en Australia, Nueva Zelanda, y algunos países de Europa. A partir del 15 de diciembre del mismo año, fue publicado en Estados Unidos, Canadá, México y demás países del mundo.
| País            | Fecha                   | Formato                    | Sello   | Ref.   |
| --------------- | ----------------------- | -------------------------- | ------- | ------ |
| Australia       | 12 de diciembre de 2014 | - Disco - Descarga digital | Capitol | [ 29 ] |
| Austria         | 12 de diciembre de 2014 | - Disco - Descarga digital | Capitol | [ 29 ] |
| Bosnia          | 12 de diciembre de 2014 | - Disco - Descarga digital | Capitol | [ 29 ] |
| Croacia         | 12 de diciembre de 2014 | - Disco - Descarga digital | Capitol | [ 29 ] |
| República Checa | 12 de diciembre de 2014 | - Disco - Descarga digital | Capitol | [ 29 ] |
| Fiji            | 12 de diciembre de 2014 | - Disco - Descarga digital | Capitol | [ 29 ] |
| Finlandia       | 12 de diciembre de 2014 | - Disco - Descarga digital | Capitol | [ 29 ] |
| Alemania        | 12 de diciembre de 2014 | - Disco - Descarga digital | Capitol | [ 29 ] |
| Macedonia       | 12 de diciembre de 2014 | - Disco - Descarga digital | Capitol | [ 29 ] |
| Montenegro      | 12 de diciembre de 2014 | - Disco - Descarga digital | Capitol | [ 29 ] |
| Holanda         | 12 de diciembre de 2014 | - Disco - Descarga digital | Capitol | [ 29 ] |
| Nueva Zelanda   | 12 de diciembre de 2014 | - Disco - Descarga digital | Capitol | [ 29 ] |
| Serbia          | 12 de diciembre de 2014 | - Disco - Descarga digital | Capitol | [ 29 ] |
| Eslovaquia      | 12 de diciembre de 2014 | - Disco - Descarga digital | Capitol | [ 29 ] |
| Eslovenia       | 12 de diciembre de 2014 | - Disco - Descarga digital | Capitol | [ 29 ] |
| Sudáfrica       | 12 de diciembre de 2014 | - Disco - Descarga digital | Capitol | [ 29 ] |
| Suecia          | 12 de diciembre de 2014 | - Disco - Descarga digital | Capitol | [ 29 ] |
| Suiza           | 12 de diciembre de 2014 | - Disco - Descarga digital | Capitol | [ 29 ] |
| Estados Unidos  | 15 de diciembre de 2014 | - Disco - Descarga digital | Capitol | [ 30 ] |
| Canadá          | 15 de diciembre de 2014 | - Disco - Descarga digital | Capitol | [ 30 ] |
| México          | 15 de diciembre de 2014 | - Disco - Descarga digital | Capitol | [ 30 ] |
| Japón           | 17 de diciembre de 2014 | - Disco - Descarga digital | Capitol | [ 31 ] |